# Nikolaj Karamysjev
Nikolaj Viktorovitsj Karamysjev (Russisch: Николай Викторович Карамышев) (Koersk, 19 januari 1989) is een Russisch autocoureur.

## Carrière
In 2007 nam Karamysjev deel aan zowel het Russische autocrosskampioenschap als het Russische iceracing-kampioenschap. In 2008 stapte hij over naar het Russian Touring Car Championship, waarbij hij als zesde in het kampioenschap eindigde, met als beste resultaat een derde plaats. Dat jaar nam hij ook deel aan de Super Production-klasse van de European Touring Car Cup voor het team Sport-Garage. Met twee tweede plaatsen eindigde hij ook als tweede in deze klasse achter Fabio Fabiani.
In 2009 keerde Karamysjev terug in het RTCC, waar hij met één overwinning als vierde in het kampioenschap eindigde. Ook nam hij opnieuw deel aan het ETCC in de Super Production-klasse voor Sport-Garage. In de eerste race eindigde hij als derde, maar in de tweede race wist hij de finish niet te halen. Hierdoor eindigde hij als derde in het kampioenschap.
Na twee jaar zonder racen keerde Karamysjev in 2012 terug in het RTCC, waar hij met twee overwinningen als derde in het kampioenschap eindigde. Ook reed hij in de Super Production-klasse van het ETCC voor zijn eigen privéteam. Met zes overwinningen en twee tweede plaatsen in acht races werd hij kampioen in deze klasse.
In 2013 reed Karamysjev in de nieuwe Single-makes Trophy in het ETCC voor het Papa's Racing Team. Met één overwinning in de tweede race op het Autodromo Nazionale Monza eindigde hij als vierde in het kampioenschap. Dat jaar maakte hij ook zijn debuut in het World Touring Car Championship, waarin hij bij het team Campos Racing in een Seat Leon een contract voor de raceweekenden op de Moscow Raceway en het Circuito da Boavista om Hugo Valente te vervangen. Twee zestiende plaatsen op Boavista waren zijn beste resultaat, waardoor hij geen punten wist te scoren.